# Першість Донецької області (Україна) 1995 року

## Першість Донецької області (Україна) з футболу 1995 року
Підсумкова таблиця. Грали в 1 коло.
1) „Авангард” (м. Краматорськ) – +15, =1, -1, 47 – 4, 46. /Тренер: Сергій Шевченко, Чемпіон України 1992./
2) „Сілур” (м. Харцизьк) – +14, =2, -1, 44 – 9, 44.
3) „Металург” (м. Комсомольське) – +11, =2, -4, 30 – 19, 35.
4) „Шахтар” (м. Торез) – +9, =5, -3, 36 – 21, 32.
5) „Шахтар” (м. Горлівка) – +8, =4, -5, 27 – 19, 28.
6) „Кіровець” (м. Макіївка) – +8, =4, -5, 20 – 21, 28.
7) „Південьсталь” (м. Єнакієве) – +7, =5, -5, 24 – 19, 26.
8) „Лідієвка” (м. Донецьк) – +6, =6, -5, 26 – 29, 24.
9) „Атон” (м. Донецьк) – +6, =4, -7, 23 – 27, 22.
10) „Шахтар” (м. Сніжне) – +6, =3, -8, 32 – 36, 21.
11) „Шахтар” (м. Селидове) – +6, =3, -8, 23 – 27, 21.
12) „Колос” (с. Виноградне) – +4, =7, -6, 17 – 17, 19.
13) „Гірник” (м. Торез) – +4, =5, -8, 13 – 17, 17.
14) „Вуглик” (м. Димитров) – +4, =5, -8, 12 – 26, 17.
15) „Авангард” (м. Жданівка) – +3, =3, -11, 14 – 31, 12.
16) „Шахтар” (м. Дзержинськ) – +4, =0, -13, 20 – 40, 12.
17) „Гірник” (м. Макіївка) – +3, =3, -11, 15 – 37, 12.
18) „Азовмаш” (м. Маріуполь) – +3, =2, -12, 14 – 38, 11.